# Огърличест александър
Огърличестият александър (Psittacula alexandri) е вид папагал от род Огърлични папагали, който е един от най-широко разпространените видове в рода и с най-голям брой географски вариации.
Лесен е за идентифициране по голямото червеникаво петно на гърдите. Повечето от подвидовете му са ограничени на малки острови или архипелази в Индонезия. Един подвид се среща на Андаманските острови, а друг – в континентална югоизточна Азия, включително до североизточните части на Южна Азия до подножията на Хималаите. Някои от островните вариации са застрашени от лова и продажбата на диви птици за домашни любимци. Номиналният подвид, който обитава остров Ява, е близо до пълно изчезване.
Диви популации на вида са се установили в градове като Мумбай, а малък брой се среща и в други индийски градове като Ченай и Бангалор.

## Таксономия
Регистрирани са следните подвидове:
Psittacula alexandri (Линей) 1758
- Psittacula alexandri abbotti (Оберхолсер) 1919
- Psittacula alexandri alexandri (Линей) 1758
- Psittacula alexandri cala (Оберхолсер) 1912
- Psittacula alexandri dammermani Чейзън и Клос 1932
- Psittacula alexandri fasciata (Мюлер) 1776
- Psittacula alexandri kangeanensis Хугерверф 1962
- Psittacula alexandri major (Ричмънд) 1902
- Psittacula alexandri perionca (Оберхолсер) 1912